# Langues au Portugal
La langue officielle du Portugal est le portugais, qui est la langue maternelle de 95 % de la population du pays.
Le taux d'alphabétisation chez les plus de 15 ans en 2015 y est estimé à 96 % selon l'UNESCO, dont 97 % chez les hommes et 94 % chez les femmes.
L'anglais, le français et l'espagnol sont les langues étrangères les mieux maîtrisées et les plus utilisées dans les relations commerciales. La langue des affaires varie selon l'âge : pour les personnes nées après les années 1960, c'est l'anglais, tandis que pour celles nées avant, c'est le français ; l'espagnol gagnant de l'importance. En 2012, 61 % de la population du pays déclare ne parler aucune langue étrangère suffisamment bien pour participer à une conversation.

## Géographie et politique linguistique

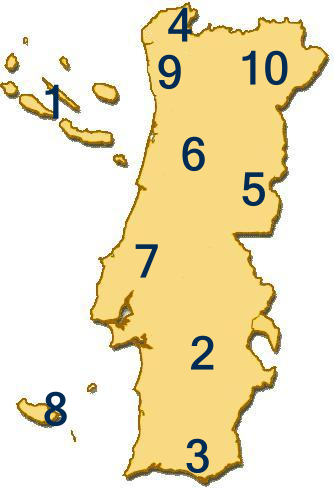
Répartition approximative des langues et dialectes du Portugal selon les recherches de. Les dialectes septentrionaux correspondent aux numéros 4 (alto-minhoto), 9 (nortenho) et 10 (transmontano) ; les dialectes centro-méridionaux aux numéros 2 (alentejano), 3 (algarvio), 5 (baixo-beirão et alto-alentejano), 6 (beirão) et 7 (estremenho) ; les dialectes insulaires aux numéros 1 (açoriano) et 8 (madeirense).

Le Portugal est un des États les plus homogènes d'Europe sur le plan linguistique. Le pays ne possède aucune minorité nationale, mais il comporte une « minorité linguistique territorialisée » sans revendication autonomiste : la communauté mirandaise, dont environ 4 000 à 10 000 personnes parlent le mirandais, dialecte roman rattaché au groupe astur-léonais. En vertu de la loi du 29 janvier 1999, le mirandais bénéficie du statut de co-officialité dans son aire de locution, qui s'étend sur une zone restreinte du Nord-Est du pays (secteur de Miranda do Douro). Cette langue est enseignée mais considérée comme étant en déclin et en voie de folklorisation, dans un territoire rural sans réelle revendication identitaire,.
En outre, demeurent de nombreux dialectes plus ou moins parlés sur l'ensemble du territoire. Le linguiste Luís Filipe Lindley Cintra (pt) a proposé en 1971 une carte des dialectes portugais : il distingue des dialectes septentrionaux (transmontanos et alto-minhotos, baixo-minhotos-durienses-beirões), des dialectes centra-méridionaux (centro litoral, centro interior et do sul) et des dialectes insulaires,. À la marge, il existe d'autres langues et dialectes très localement parlés, sans reconnaissance officielle : le minderico, sociolecte des producteurs et commerçants textiles de la localité de Minde, dans le centre du pays, en voie d'extinction ; et le barranquenho, dialecte à mi-chemin entre espagnol et portugais, parlé dans la localité frontalière de Barrancos.
Le Portugal n'a ni signé ni ratifié la Charte européenne des langues régionales ou minoritaires, par conséquent aucune disposition obligatoire ne s'applique à ces langues ; les autorités portugaises ont librement choisi de protéger la langue mirandaise.

## Enseignement des langues étrangères
L'auto-perception des compétences linguistiques des Portugais en 2011 montre que 27 % d'entre eux connaissent une langue étrangère, 21 % deux langues étrangères et 12 % trois langues étrangères, tandis que 42 % déclarent n'en connaitre aucune.

### Primaire
Les langues étrangères les plus étudiées par les élèves dans l'enseignement primaire (CITE 1) durant l'année scolaire 2013 / 2014 sont les suivantes :
|  | 35,9 |

|  | 0,3 |

|  | 0,1 |

|  | 0,0 |

### Collège
Les langues étrangères les plus étudiées par les élèves dans l'enseignement secondaire inférieur (CITE 2) durant l'année scolaire 2013 / 2014 sont les suivantes :
|  | 95,4 |

|  | 64,7 |

|  | 20,8 |

|  | 0,8 |

### Lycée
Les langues étrangères les plus étudiées par les élèves dans l'enseignement secondaire supérieur (CITE 3) d’orientation générale et pré-professionnelle / professionnelle durant l'année scolaire 2013 / 2014 sont les suivantes :
|  | 72,4 |

|  | 6,7 |

|  | 6,4 |

|  | 1,2 |

Note : Au niveau CITE 34, dans l’enseignement secondaire supérieur général, l'apprentissage des langues étrangères peut être interrompu, ce qui peut expliquer ces moyennes relativement faibles.

#### Lycée d'orientation générale
Les langues étrangères les plus étudiées par les élèves dans l'enseignement secondaire supérieur d’orientation générale (CITE 34) durant l'année scolaire 2013 / 2014 sont les suivantes :
|  | 65,2 |

|  | 7,1 |

|  | 2,8 |

|  | 1,5 |

Note : Au niveau CITE 34, dans l’enseignement secondaire supérieur général, l'apprentissage des langues étrangères peut être interrompu, ce qui peut expliquer ces moyennes relativement faibles.

#### Lycée d'orientation pré-professionnelle / professionnelle
Les langues étrangères les plus étudiées par les élèves dans l'enseignement secondaire supérieur d'orientation pré-professionnelle / professionnelle (CITE 35) durant l'année scolaire 2013 / 2014 sont les suivantes :
|  | 80,9 |

|  | 11,2 |

|  | 5,4 |

|  | 0,9 |